# جون هاردينغ (قائد فرقة موسيقية)
جون هاردينغ (بالإنجليزية: John Harding)‏ هو قائد فرقة موسيقية ‏ أسترالي، ولد في 1950.

## النشأة
ولد جون فيليبس هاردينج في نيوكاسل، نيو ساوث ويلز، في عام 1951. بدأ تعليمه الثانوي في مدرسة نيوكاسل الثانوية للبنين ودرس الكمان والبيانو والباسون والنظرية في معهد نيوكاسل للموسيقى.
في عام 1962 انتقل إلى سيدني، حيث أكمل تعليمه الثانوي في مدرسة سيدني الثانوية للموسيقى ودرس الكمان مع روبرت بيكلر.

## وصلات خارجية
- جون هاردينغ على موقع ميوزك برينز (الإنجليزية)
- جون هاردينغ على موقع أول ميوزيك (الإنجليزية)
- جون هاردينغ على موقع ديسكوغز (الإنجليزية)